# Prix des femmes architectes
Le Prix des femmes architectes a été lancé par l'Association pour la recherche sur la ville et l'habitat (ARVHA) le 1er juin 2013 avec le soutien du ministère français de la Culture et de la Communication, du ministère français des Droits des femmes et de l'ordre des architectes de France,.
Ce prix a pour but de mettre en valeur les œuvres et les carrières de femmes architectes, afin que les jeunes femmes architectes puissent s’inspirer des modèles féminins existants, et d’encourager la parité dans une profession à forte dominante masculine.

## Historique
Lancé en mai 2013, le Prix des femmes architectes bénéficie d'un soutien institutionnel et privé. Pour la première édition, 106 candidatures sont comptabilisées, pour 451 projets déposés,,. Le prix 2013 est remis le 16 décembre 2013 par la ministre de la Culture et la Communication,,.
La seconde édition du prix, lancée en mai 2014 avec le soutien des deux mêmes ministères et de l'ordre des architectes, reçoit 128 candidatures pour 601 projets.
L'année suivante, 158 candidatures sont reçues pour participer à l'édition 2015 du prix, présentant 653 projets. Le jury délibère le 30 octobre 2015 et la cérémonie de remise du prix se déroule le 11 janvier 2016 au Pavillon de l'Arsenal.
En 2017, 280 candidates sont reçues, présentant 820 projets. En 2018, ce sont 300 candidates qui présentent 840 projets.
En 2019, ce sont près de 400 candidatures qui ont été examinées et 1400 œuvres.

## Jury
Selon le règlement, le jury est constitué des lauréates de l'année précédente et d'architectes françaises et internationales.

## Prix décernés
À sa création en 2013, le prix récompense les candidates dans trois catégories :
- pour une carrière de femme architecte
- pour une œuvre originale
- pour une femme architecte de moins de 40 ans

En 2017, une nouvelle catégorie est créée, pour mettre à l'honneur les travaux d'une architecte internationale.

## Lauréates

### 2013
- Odile Decq, pour le prix « Femme architecte »[4]
- Anne Démians, pour le prix « Œuvre originale »[4]
- Agence « Des Clics et des Calques » (Camille Besuelle, Nathalie Couineau et Mathilde Jauvin), pour le prix « Jeune femme architecte »[4]
- Françoise-Hélène Jourda, mention spéciale pour son action sur le développement durable
- Jocelyne Berhend, mention spéciale à titre posthume pour son œuvre consacrée à l'hospitalier

### 2014
- Manuelle Gautrand, pour le prix « Femme architecte »[10],[11]
- Maryam Ashford Brown pour le prix « Œuvre originale »
- Agence « Agnès et Agnès » (Agnès Chryssostalis et Agnès Guillemin), pour le prix « Jeune femme architecte »
- Renée Gailhoustet, mention spéciale pionnière
- Christiane Schmukle Mollard, mention spéciale pour son action sur le patrimoine

### 2015
- Corinne Vezzoni, pour le prix « Femme architecte »
- Véronique Descharrières, pour le prix « Œuvre originale »
- OECO, Coralie Bouscal, Claire Furlan, et Vanessa Larrère, pour le prix « Jeune femme architecte »
- Nathalie Régnier-Kagan, mention spéciale du jury

### 2016
- Véronique Joffre, pour le prix « Femme architecte »[12]
- Tania Concko, pour le prix « Œuvre originale »
- Amelia Tavella, pour le prix « Jeune femme architecte »[13]
- Éliane Castelnau, pour la mention spéciale pionnière du jury[14],[15]

### 2017
- Sophie Berthelier, pour le prix « Femme architecte », avec une mention spéciale à Dominique Marrec
- Cécile Mescam, pour le prix « Œuvre originale »
- LA Architectures, pour le prix « Jeune femme architecte », avec une mention prix « Jeune femme architecte » décernée à Marie Blanckaert
- Carme Pinós pour le prix international, avec une mention spéciale à la Sud-Africaine Carin Smuts[16]

### 2018
- Nicole Concordet, pour le prix « Femme architecte »
- Bathilde Millet, pour le prix « Œuvre originale »
- Sandra de Giorgio (NZI architecture) pour le prix « Jeune femme architecte », avec une mention prix « Jeune femme architecte » décernée à Marie Zawistowski (OnSite Architecture)
- Amanda Levete (AL_A), pour le prix international

### 2019
- Dominique Jakob, pour le prix « Femme architecte »
- Fabienne Bulle, pour le prix « Œuvre originale »
- Marie-France Chatenet, pour le prix « Œuvre originale » Mention spéciale
- Marie Perin, pour le prix « Jeune femme architecte »
- Francine Houben, prix international
- Elisa Valero, prix international - mention spéciale

### 2020
- Florence Lipsky — de l'agence Lipsky+Rollet architectes — pour le « prix femme architecte »
- Cathrin Trebeljahr pour le prix de l'œuvre originale
- Sophie Denissof — de l'agence Castro Denissof — pour la mention spéciale de l'œuvre originale
- OS!HOM pour le prix jeune femme architecte
- Anna Heringer ex æquo avec Benedetta Tagliabue pour le prix international

### 2021[17]
- Anne-Françoise Jumeau, de l'agence AFJA, Anne-Françoise Jumeau Architectes - Prix Femme Architecte 2021
- Eléonore Morand, de l'agence Depeyre Morand Architectures - Prix Jeune Femme Architecte 2021
- Sara Martin Camara, de l'agence Fres Architectes - Prix Œuvre Originale 2021
- Farshid Moussavi, de l'agence FMA, Farshid Moussavi Architecture - Prix International 2021
- Béatrice Mouton, de l'Agence Béatrice Mouton - Mention Spéciale Prix Œuvre Originale
- Marion Tribolet, de l'agence TKMT architectes - Mention Spéciale Prix Jeune Femme Architecte

### 2022[18]
- Christelle Avenier, de l'agence  Avenier Cornejo - Prix Femme Architecte 2022[18]
- Cristina Vega Iglesias, de l'agence  Burlat & Vega . Architectes - Prix Jeune Femme Architecte 2022[18]
- Julie Degand, de l'agence  Cil architecture - Prix Œuvre Originale 2022[18]
- Rozana Montiel, de l'agence  REA, Rozana Montiel Estudio de Arquitectura - Prix International 2022[18]
- Adeline Rispal, des Ateliers Adeline Rispal Paris - Mention Spéciale Prix Femme Architecte[18]
- Claire Garcia Barriet, de l'agence Overcode - Mention Spéciale Prix Jeune Femme Architecte[18]

### 2023
- Françoise N’Thépé, Prix Femme Architecte 2023[19]
- Victoria Migliore, Prix Jeune Femme Architecte 2023[19]
- Ludovica Di Falco, Prix Œuvre Originale 2023[19]
- Dikkie Scipio, Prix International 2023[19]
- Antonella Mari, Mention Spéciale Prix Femme Architecte[19]
- Emmanuelle Dechelette, Mention Spéciale Prix Jeune Femme Architecte[19]
- Monique Labbé, Mention Spéciale Femme architecte Pionnière[19]

### 2024
- Maud Caubet, Prix Femme Architecte 2024[20]
- Margaux Puech-Pelipenko, Prix Jeune Femme Architecte 2024[20]
- Beatriz Ramo Lopez De Angulo, Prix Œuvre Originale 2024[20]
- Sara de Giles Dubois, Prix International 2024[20]